# سول (زرآباد)
سول، روستایی در دهستان زرآباد غربی بخش کاروان شهرستان زرآباد در استان سیستان و بلوچستان ایران است.

## جمعیت
بر پایه سرشماری عمومی نفوس و مسکن در سال ۱۳۹۵، جمعیت این روستا برابر با ۲۳۵ نفر (۶۵ خانوار) بوده‌است.